# Hraniční přechod Chotěbuz–Cieszyn
Hraniční přechod Chotěbuz – Cieszyn (polsky Przejście graniczne Cieszyn – Chotěbuz) je bývalý silniční hraniční přechod na česko-polské státní hranici na hraničním úseku I/91/3 mezi českou obcí Chotěbuz (okres Karviná, Moravskoslezský kraj) a polským městem Těšín (okres Těšín, Slezské vojvodství). Přechod leží v nadmořské výšce 260 m n. m. na silnici I/48, Evropské silnici E75 a Evropské silnici E462; za hranicí pokračuje polská silnice S52. Před zrušením byl určen pro pěší, cyklisty, motocykly, osobní automobily, autobusy a nákladní automobily.
Hraniční přechod byl zrušen při vstupu České republiky do Schengenského prostoru v roce 2007. V případě dočasného znovuzavedení ochrany vnitřních hranic je provoz na hraničním přechodu upraven Sdělením Ministerstva vnitra č. 395/2021 Sb.

## Další informace
Hraniční přechod se nachází na přemostění řeky Olše.